# Стандартные марки России

Обложка журнала «Филателия» № 7 за 1992 год, посвящённого стандартным маркам Российской империи, РСФСР и современной России.
Изображены марки: Российская империя (1909; в центре), РСФСР (1922; внизу), Россия (1992; по кругу)

Стандартные марки России — официальные выпуски стандартных марок на территории России, подразделяющиеся на четыре главные группы в зависимости от государственного образования, их выпускавшего (Российская империя, Российская республика и РСФСР, СССР, Российская Федерация).

## Российская империя

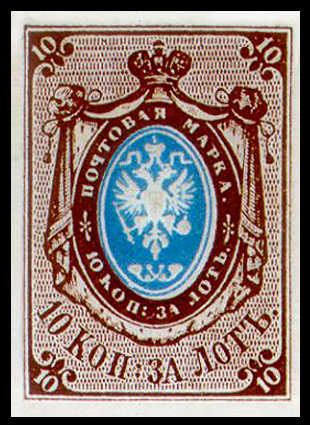
Первая почтовая марка Российской империи (10 декабря 1857, 10 копеек)

Марки первого стандартного выпуска Российской империи вышли 10 декабря 1857 года и издавались до марта 1858 года. Это был первый общегосударственный выпуск почтовых марок России. Самая первая марка, выпущенная 10 декабря 1857 года была беззубцовая. Аналогичная марка, которая вышла в январе 1858 года, была уже с рамочной зубцовкой: 14½:15. Автором рисунков и гравёром первых и многих последующих марок был старший гравёр ЭЗГБ Ф. М. Кеплер, а с 1900 по 1917 год — Р. Г. Зарриньш.
С декабря 1857 года по март 1917 года в Российской империи было 20 общегосударственных выпусков почтовых марок, 18 из которых — стандартные. Эмиссии осуществлялись по разным причинам. Так, например, из-за жёсткости и толщины бумаги марки первого выпуска часто отклеивались от писем, поэтому по требованию Почтового департамента ЭЗГБ утвердила к печати марки прежних рисунков и номиналов на мягкой бумаге без водяных знаков. Они печатались в Прусской государственной типографии в Берлине и вышли в сентябре 1858 года. Это был второй выпуск стандартных марок Российской империи.

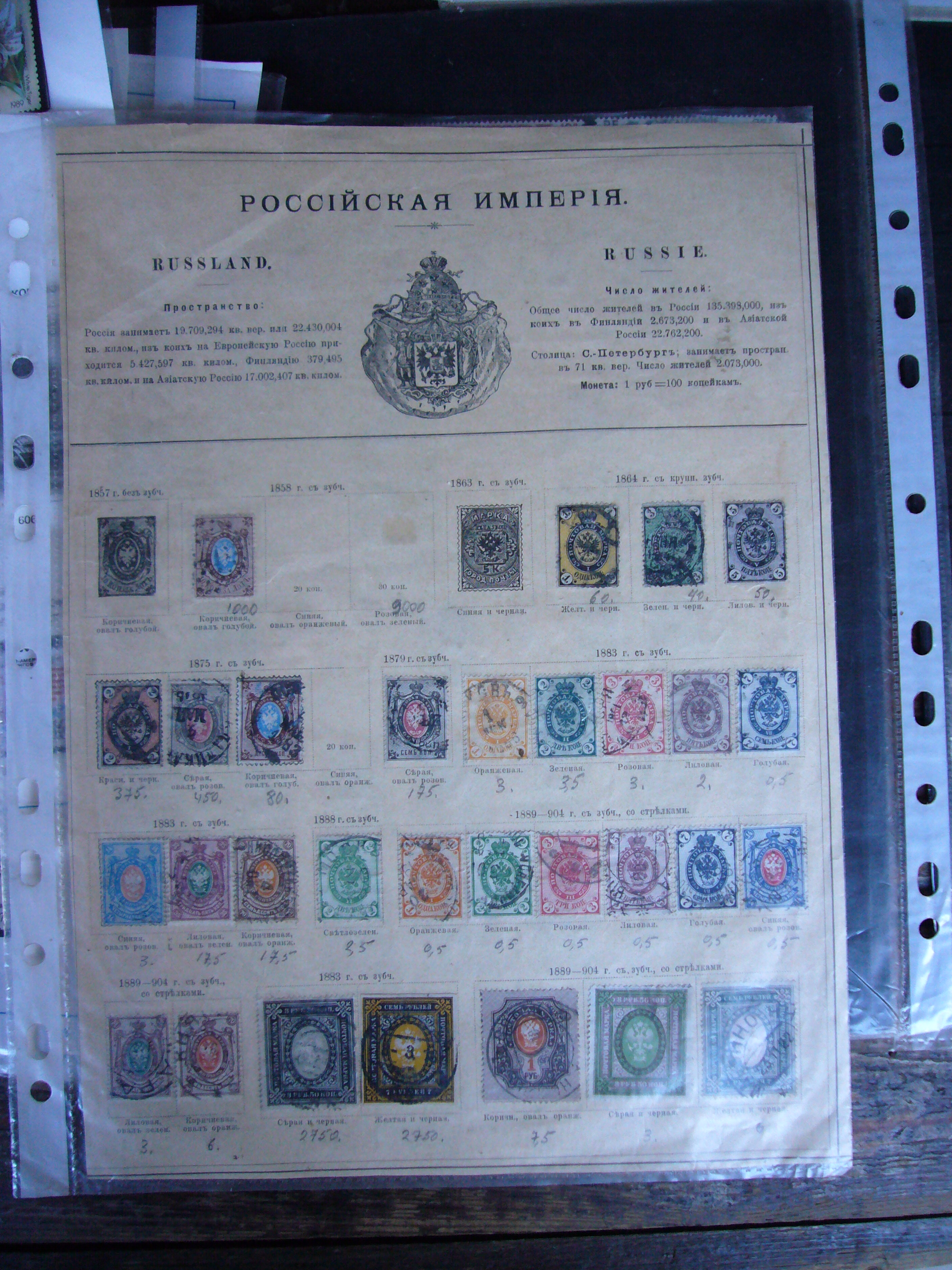
Лист из дореволюционного альбома почтовых марок России

Введение с 1864 года обязательной оплаты заграничной корреспонденции почтовыми марками и возникшая в связи с этим потребность в марках мелких номиналов, так как для некоторых стран действовали тарифы, не округлённые до десятков копеек, обусловило издание новых стандартных марок России в июле 1864 года. Этими марками однако разрешалось оплачивать простые частные письма и внутри империи. В 1874 году постановлением Бернского конгресса Почтового союза были установлены новые почтовые тарифы, уравнивающие плату за внутреннюю и международную корреспонденцию. В связи с этим были пересмотрены почтовые таксы и в июне 1875 года выпущены стандартные марки новых рисунков и номиналов. На втором (Парижском) конгрессе ВПС был принят договор об установлении новой, единообразной и обязательной таксы для писем и бандеролей, как внутренних, так и международных. В соответствии с этим договором в России была введена новая такса для оплаты простых закрытых писем и в марте 1879 года выпущены марки новых номиналов.
Для облегчения контроля за правильной оплатой международной корреспонденции, почтовые управления стран-членов ВПС пришли к соглашению о введении одинаковой расцветки почтовых марок для каждого вида отправлений. Были приняты три основные цвета: синий — простое закрытое письмо, красный — открытое письмо, зелёный — бандерольное отправление. В соответствии с этими правилами в январе 1884 года были выпущены новые стандартные марки России. В том же 1884 году Почтовый департамент был объединён с телеграфным ведомством и преобразован в Главное управление почт и телеграфов. В герб ведомства был введён новый элемент — стрелки, символизирующие телеграфную связь. В 1885 году на Конгрессе ВПС в Лиссабоне России было разрешено повысить почтовые тарифы на заграничную корреспонденцию, в соответствии с валютным курсом рубля. Всё это способствовало очередной эмиссии стандартных марок в мае 1889 года.
Для предотвращения подделки и вторичного использования почтовых марок путём вытравливания штемпелей гашения, в декабре 1908 года были выпущены марки новых, более тонко исполненных рисунков. Марки этого выпуска издавались вплоть до 1917 года. В январе 1917 года, в связи с изменением с 21 сентября 1914 года почтовой таксы, на 7- и 14-копеечных марках семнадцатого выпуска были сделаны надпечатки, переоценивающие эти марки соответственно новой таксе для простых и заказных писем на 10 и 20 копеек. Это был последний стандартный выпуск Российской империи.

### Перечень стандартных выпусков империи
| № выпуска | Дата выпуска                     | Причины выпуска | Файл |
| --------- | -------------------------------- | --- | ---- |
| 1         | 10 декабря 1857 — март 1858      | Первый общегосударственный выпуск почтовых марок России. |      |
| 2         | 19 сентября 1858                 | Из-за жёсткости и толщины бумаги марки первого выпуска отклеивались от писем, поэтому их переиздали на мягкой бумаге и без водяных знаков. |      |
| 4         | 10 июля 1864                     | Введение в 1864 году обязательной оплаты заграничной корреспонденции почтовыми марками и, возникшая в связи с этим, потребность в марках мелких номиналов. |      |
| 5         | июнь 1865                        | Ввиду того, что марки 4 выпуска были с крупной перфорацией (12¼ : 12½) и при отделении от листа часто повреждались, возвратились к изданию марок с мелкой перфорацией (14½ : 15). |      |
| 6         | 20 августа 1866—1875             | Использовавшаяся ранее бумага без водяного знака не удовлетворяла требованиям Почтового департамента, поэтому применили новую, достаточно мягкую и тонкую с водяным знаком. |      |
| 7         | 18 июня — июль 1875              | Постановление Бернского конгресса Почтового союза от 1874 года, уравнивающее плату за внутреннюю и международную корреспонденцию. |      |
| 8         | 19 марта 1879                    | Принятие на втором (Парижском) конгрессе ВПС договора об установлении единообразной таксы для писем и бандеролей, как внутренних, так и международных. |      |
| 9         | 25 января 1884                   | Принятие соглашения странами-членами ВПС о введении одинаковой расцветки почтовых марок для каждого вида отправлений для облегчения контроля за правильной оплатой международной корреспонденции.                                                                                                 |      |
| 10        | март 1888                        | Из-за жалоб почтовых работников и частных лиц на трудноотличимые цвета марок разных номиналов ЭЗГБ стала применять краски, цвет которых хорошо различался при дневном и искусственном освещении.                                                                                                  |      |
| 11        | 2 мая 1889                       | В 1884 году Почтовый департамент был объединён с телеграфным ведомством и преобразован в Главное управление почт и телеграфов. В герб ведомства был введён новый элемент — стрелки. В 1885 году Конгресс ВПС в Лиссабоне разрешил России повысить почтовые тарифы на заграничную корреспонденцию. |      |
| 12        | 14 декабря 1889—1892             | Взамен марок девятого и десятого выпусков, тираж которых был почти израсходован. |      |
| 13        | 1902—1904                        | Применение новой рулонной бумаги машинного производства. |      |
| 14        | 1904                             | Вместо маркированных бланков для оплаты денежных переводов, а также для оплаты другой корреспонденции. |      |
| 15        | 1905                             | При печатании марок мелких номиналов (от 1 до 7 копеек) 13-го выпуска фон марки часто не совпадал с кадром и был ясно виден в белых кружках с обозначением номинала. Для исключения этого дефекта были убраны цветные уголки.                                                                     |      |
| 16        | 1 июня 1906                      | Для оплаты страхового и весового сбора за денежную и ценную корреспонденцию были выпущены марки высоких номиналов. |      |
| 17        | декабрь 1908—1917                | Для предотвращения подделки и вторичного использования марок были выпущены новые марки с более тонко исполненным рисунком. |      |
| 19        | 1915 — 1917                      | Взамен 5- и 10-рублёвых марок 16-го выпуска, тираж которых был почти израсходован, были выпущены марки с контрольной меловой сеткой. |      |
| 20        | 10 сентября 1916 — 1 января 1917 | В связи с изменением с 21 сентября 1914 года почтовой таксы было решено произвести переоценивание 7- и 14-копеечных марок 18-го и 17-го выпусков соответственно новой таксе для простых и заказных писем на 10 и 20 копеек. Последний стандартный выпуск империи.                                 |      |

Примеры стандартных марок Российской империи
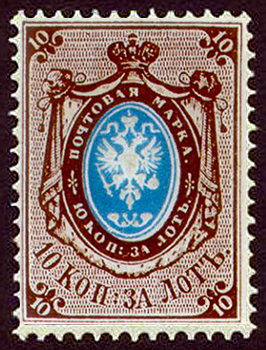
1-й выпуск (1858, 10 копеек)
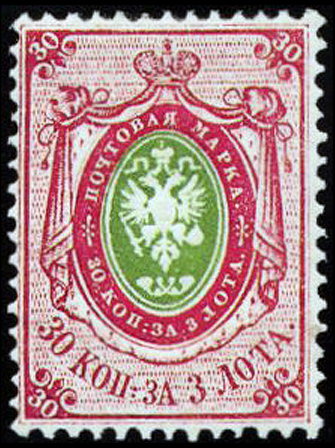
2-й выпуск (1858, 30 копеек)
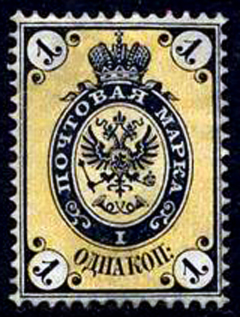
4-й выпуск (1864, 1 копейка)
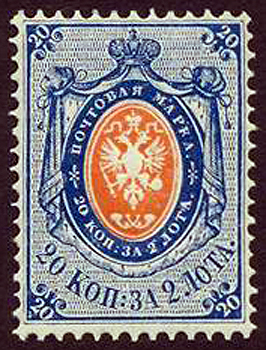
5-й выпуск (1865, 20 копеек)
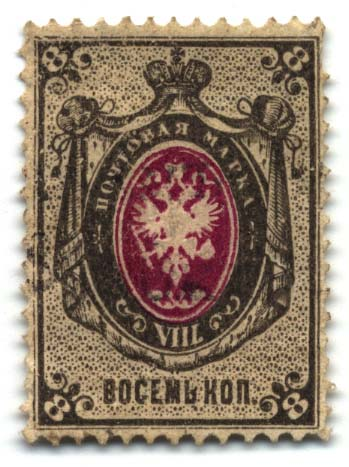
7-й выпуск (1875, 8 копеек)
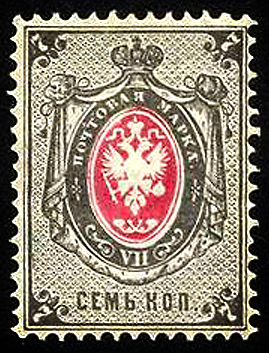
8-й выпуск (1879, 7 копеек)
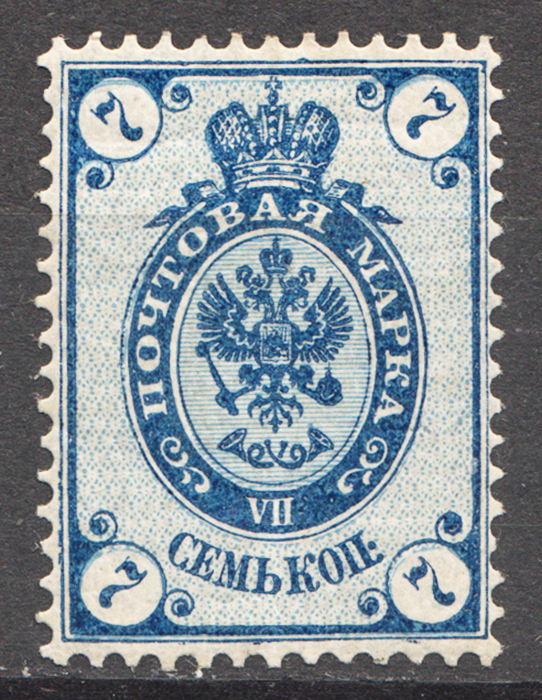
9-й выпуск (1884, 7 копеек)
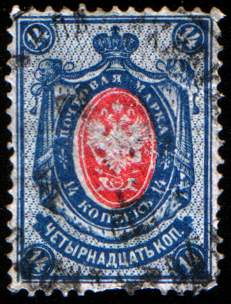
12-й выпуск (1890, 14 копеек)
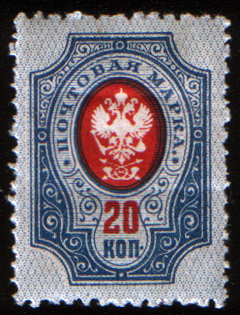
13-й выпуск (1903, 20 копеек)
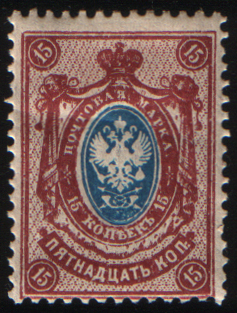
14-й выпуск (1904, 15 копеек)
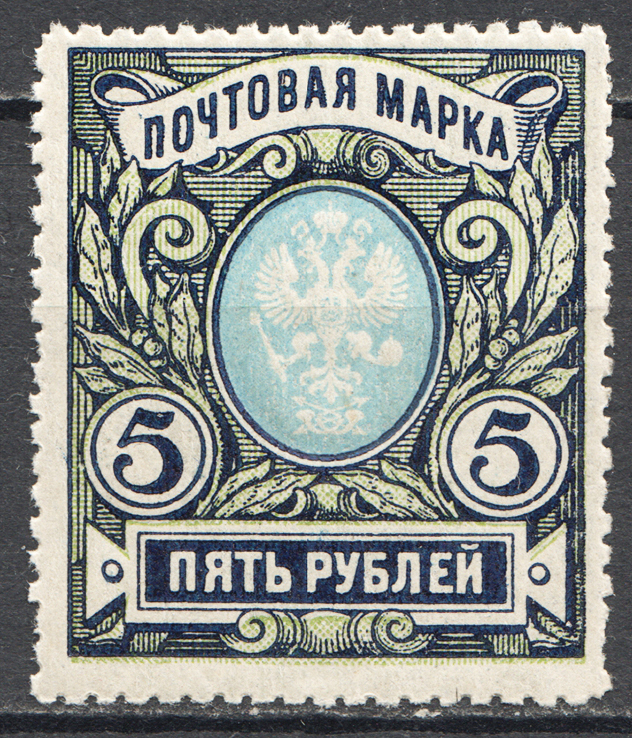
16-й выпуск (1906, 5 рублей)
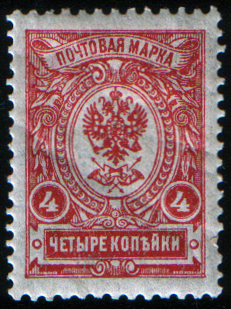
17-й выпуск (1909, 4 копеек)
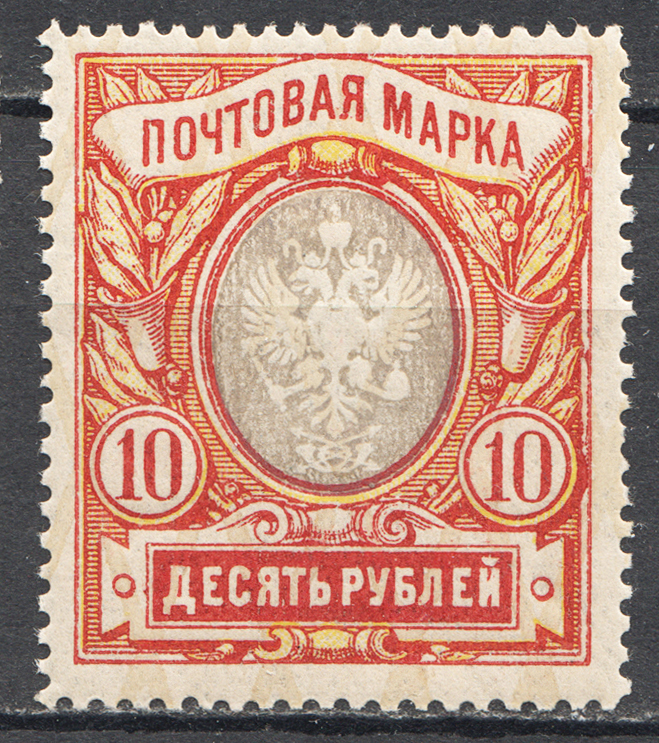
19-й выпуск (1915, 10 рублей)
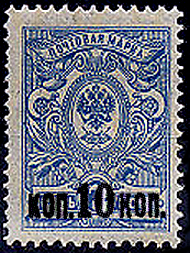
21-й выпуск (1917, 10 копеек)

## Российская республика иРСФСР

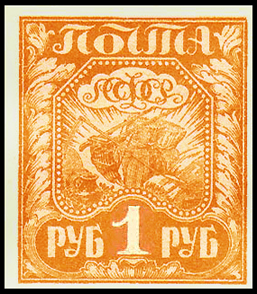
Первая почтовая марка первого стандартного выпуска РСФСР (10 августа 1921, 1 рубль)

В марте 1917 года Главное управление почт и телеграфов приняло решение о выпуске марок прежних номиналов без перфорации. До 1919 года было сделано ещё три повторные эмиссии стандартных марок Российской империи семнадцатого, девятнадцатого и двадцать второго выпусков.

Марка второго стандартного выпуска РСФСР номиналом в 250 рублей использована для дизайна первого номера журнала «Филателия СССР» (№ 1, 1966)

Первые стандартные марки РСФСР вышли 10 августа 1921 года. На пяти марках этой серии, номиналами 1, 2, 5, 20 и 40 рублей, изображены символы крестьянского (коса, плуг и снопы) и рабочего (молот и наковальня) труда, эмблема «Серп и молот» на щите и аллегория «Освобождённый пролетарий». Последняя марка серии, созданная художником М. И. Антоновым и гравёром П. С. Ксидиасом, привлекает особое внимание. На марке изображён пролетарий, вооружённый мечом, повергающий дракона, олицетворяющего капитализм. Перед пролетарием открывается освещённый солнцем путь к свободе, к новой жизни. На марках первых трёх номиналов впервые указано новое наименование государства — РСФСР. Помимо М. И. Антонова, рисунки марок были выполнены художниками В. Куприяновым и Г. Рейндорфом. Как и другие выпуски РСФСР периода 1918—1922 годов, они имели хождение на территории Казахстана и Средней Азии, Украинской и Белорусской ССР.
Марки второго стандартного выпуска РСФСР с номиналами в 100, 200, 250, 300, 500 и 1000 рублей выпускались с 25 августа по сентябрь 1921 года. Как и на марках первого стандарта на них были изображены символы рабоче-крестьянского труда, кроме марки номиналом 250 рублей, на которую поместили изображение нот, лиры и других музыкальных инструментов. Последние советские каталоги включают марки этого выпуска в первый стандарт.

### Перечень стандартных выпусков РСФСР
| № выпуска       | Дата выпуска                   | Номер по каталогу ЦФА/ИТЦ | Примечание                                                                                      |
| --------------- | ------------------------------ | ------------------------- | ----------------------------------------------------------------------------------------------- |
| 1               | 10 августа 1921                | 3—7                       |                                                                                                 |
| 2               | 25 августа — 9 сентября 1921   | 8—13                      | Последние советские каталоги, в частности ЦФА, включают в первый стандартный выпуск             |
| вспомогательный | 10 февраля 1922                | 14—23                     | надпечатка нового номинала на марках 3—7 и текста «РСФСР» на марках 6, 7                        |
| 3 (2)           | 4 марта — апрель 1922          | 38—42                     |                                                                                                 |
| вспомогательный | 17 марта — апрель 1922         | 24—24Б                    | надпечатка нового номинала на марке № 10                                                        |
| вспомогательный | 1 ноября 1922                  | 49                        | надпечатка нового номинала на марке № 10                                                        |
| вспомогательный | 5 декабря 1922 — март 1923     | 60—72                     | надпечатка звезды с текстом «Р. С. Ф. С. Р.» и нового номинала на марках России 1909—1917 годов |
| 4 (3)           | декабрь 1922 — 15 августа 1923 | 73—85                     |                                                                                                 |

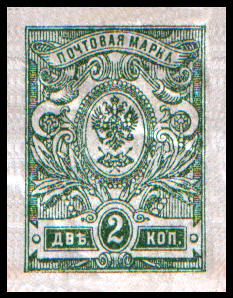
Почтовая марка двадцать первого выпуска (1917, 2 копейки)
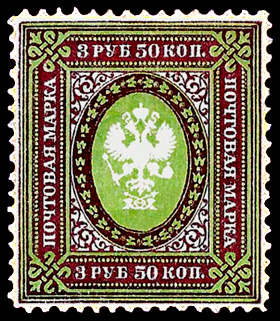
Почтовая марка двадцать второго выпуска (1917, 3.50 рублей)
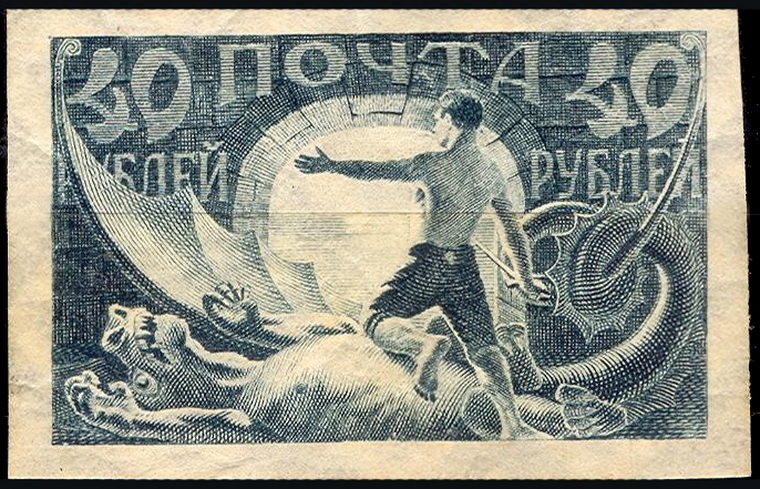
Почтовая марка первого стандартного выпуска, «Освобождённый пролетарий» (1921, 40 рублей)
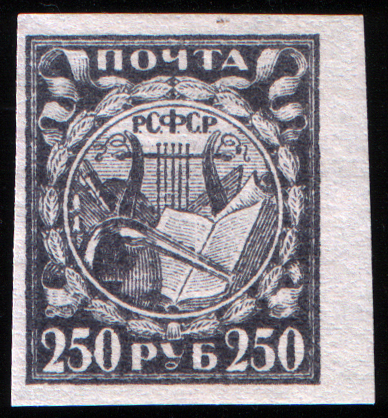
Почтовая марка второго стандартного выпуска (1921, 250 рублей)
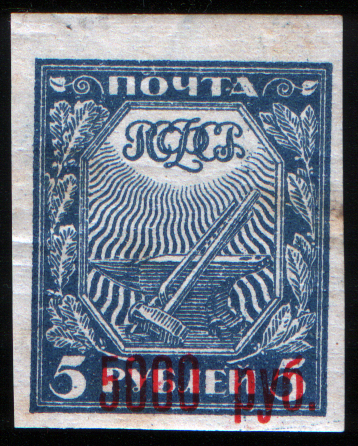
Надпечатка нового номинала на марке первого стандартного выпуска (1922, 5000 на 5 рублей)
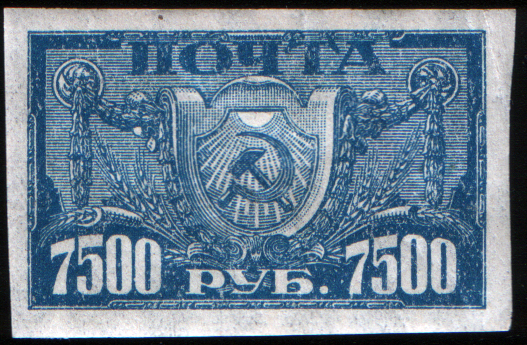
Почтовая марка третьего стандартного выпуска (1922, 7500 рублей)
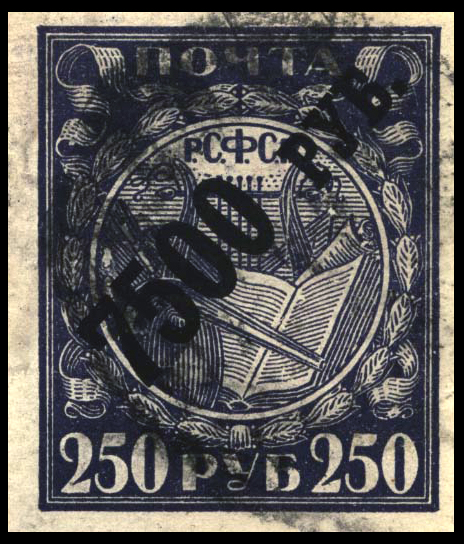
Надпечатка нового номинала на марке второго стандартного выпуска (1922, 7500 на 250 рублей)
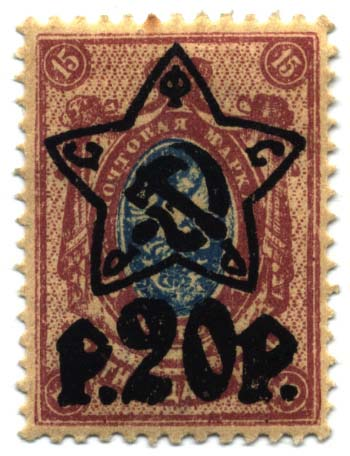
Надпечатка нового номинала и пятиконечной звезды на марке семнадцатого выпуска Российской империи (1922, 200 рублей на 15 копеек)
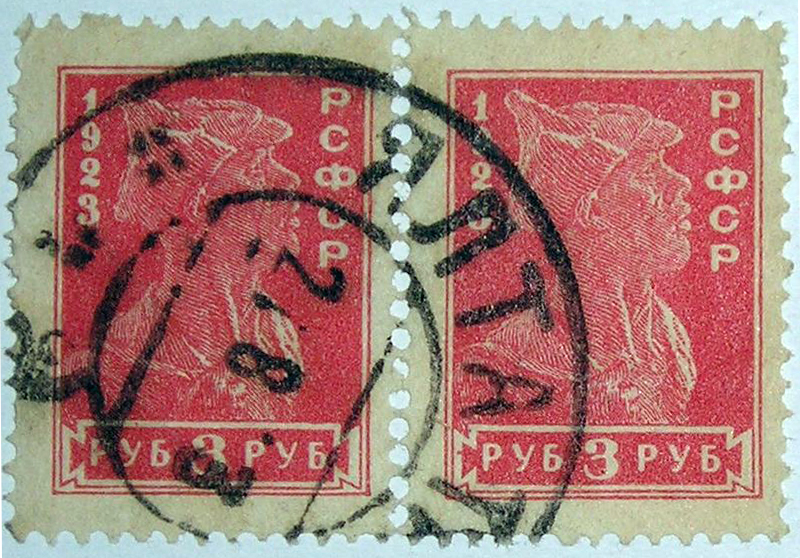
Почтовые марки четвёртого стандартного выпуска (1923, 3 рубля)
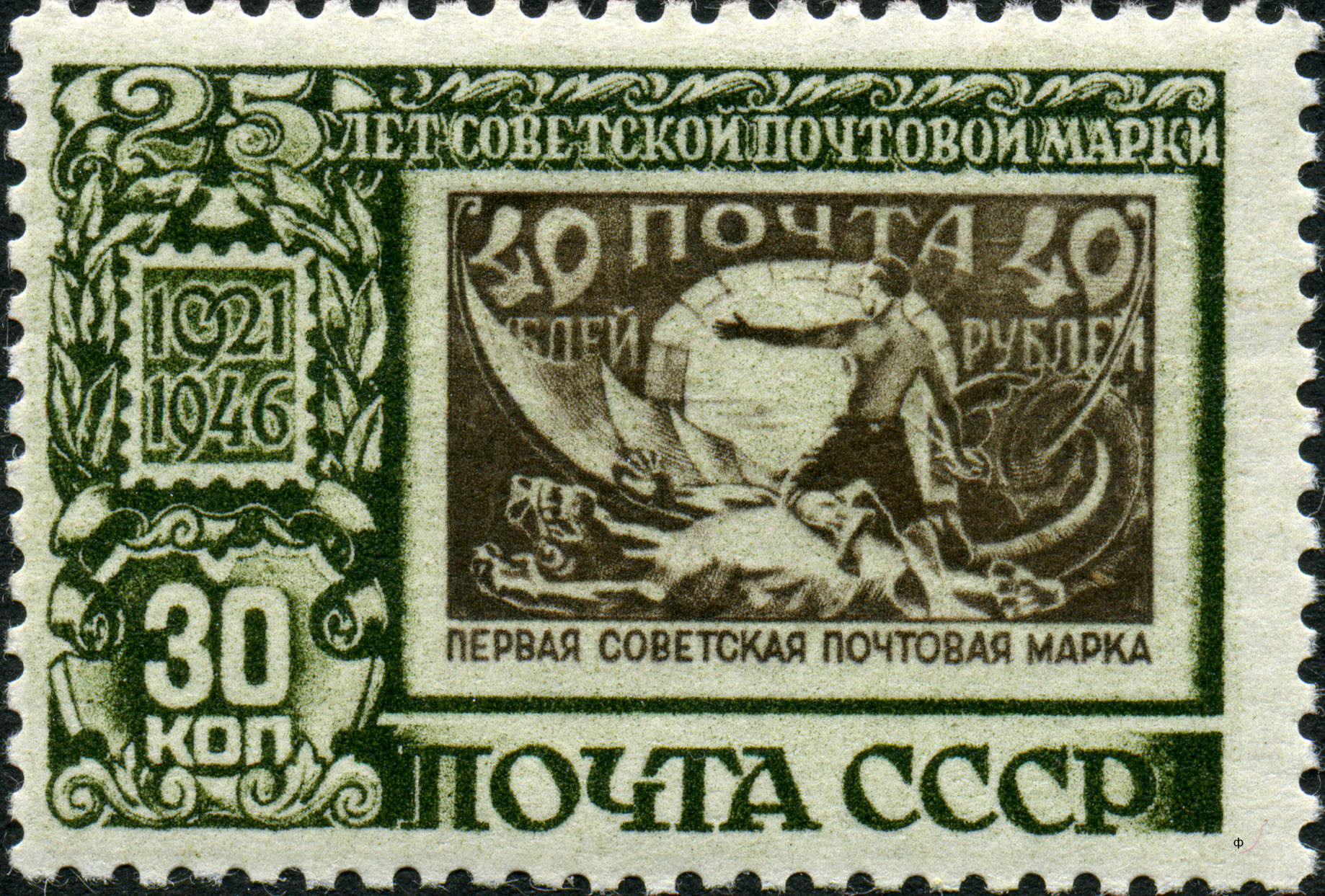
Почтовая марка СССР (1946, 30 копеек) к 25-летию первой почтовой марки советской России

## СССР
После образования Советского Союза на всей его территории в период с 1923 по 1992 год действовали общесоюзные знаки почтовой оплаты, в том числе стандартные марки СССР.

## Российская Федерация
С 1992 года произведено семь выпусков стандартных марок. Первый постсоветский выпуск состоялся в феврале 1992 года. На первых марках РФ номиналом 20 и 30 копеек были изображены Георгий Победоносец и памятник «Тысячелетие России». В начале и середине 1990-х годов эта серия марок непрерывно расширялась, что было связано с гиперинфляцией и соответствующим изменением почтовых тарифов. Многие марки перевыпускались в том же дизайне с измененным номиналом. Например, номинал марки с изображением Золотых Ворот во Владимире «вырос» с 10 копеек до 150 рублей, то есть в 1500 раз. Рост номиналов марок ограничился цифрой в 5000 рублей.
Второй и третий выпуски стандартных марок состоялись в 1997—1999 годах. Ориентация марок сменилась с «альбомной» на «книжную», второй выпуск включал 12 номиналов, третий — 15 номиналов. По дизайну марки двух выпусков не отличались друг от друга, потребность в третьем выпуске была вызвана 1000-кратной деноминацией российского рубля и последовавшим за ней в 1998 году изъятием из обращения марок второго выпуска. Третий выпуск полностью повторил все марки второго (кроме упраздненного номинала 0,75 рубля) и дополнил их еще четырьмя номиналами, включая номиналы в 50 и 100 рублей, не нашедшие практического применения.
Четвёртый выпуск (2002—2003 годы) отличался от предыдущих использованием более удобных для отправителей самоклеящихся марок серии видов дворцово-парковых ансамблей России. Число номиналов было сокращено до девяти, от 1 до 10 рублей. Проблема дробных тарифов решалась использованием остающихся в обращении марок третьего выпуска.
Марки «анималистического» пятого выпуска (2008 год) перестали быть самоклеящимися и вернулись к стандартным размерам. Число номиналов вновь увеличено до 15, максимальный номинал увеличен до 25 рублей.
Шестой, «кремлёвский», выпуск (2009 год) представляет собой возврат к самоклеящимся маркам с наиболее употребительными номиналами. Отличием от четвёртого выпуска близкой тематики стало расширение номиналов до 100 рублей, а также наличие дополнительных степеней защиты.
Седьмой выпуск «Орлы» (2019 год) отличается сокращением «копеечных» номиналов марок (осталась только марка номиналом 50 коп.); марки выпущены самоклеящимися с беспрецедентным комплексом мер защиты от подделок государственных знаков почтовой оплаты. Помимо микротекста, уникальной фигурной высечки и использования специальных красок впервые почтовые марки изготовлены на бумаге с защитными волокнами и специальными надсечками от переклеивания. Защитный комплекс нового стандарта не уступает по своим характеристикам мерам, применяемым при изготовлении денежных банкнот.

### Перечень стандартных выпусков РФ
| № выпуска | Дата выпуска | Номер по каталогу ИТЦ                                                       | Примечание |
| --------- | --- | --------------------------------------------------------------------------- | --- |
| 1         | 26 февраля 1992 — 30 апреля 1992 20 апреля 1992 26 мая 1992 25 июня 1992 11 августа 1992 10 сентября 1992 25 декабря 1992 25 января 1993 4 июня 1993 30 декабря 1993 26 января 1995 21 февраля 1995 22 июня 1999 | 6—7 12—14 19—21 32—34 41—43 47—49 59—62 68—69 94—95 138—139 195 199—202 518 | Бумага — мелованная; номиналы 20 и 30 коп.; есть разновидности 6А—7А с офсетной бумагой 10 коп., 60 коп., 2 руб. 10, 25, 100 руб. 1, 1,5, 5 руб. 50, 55, 80 коп. 15 коп., 25 коп., 3 руб. 15, 50, 250, 500 руб. 45, 75 руб. 4, 6 руб. 150, 300 руб. 1000 руб. 750, 1500, 2500, 5000 руб. Надпечатка 1,20 руб. на 5000 руб. |
| 2         | 31 марта 1997 — 10 июня 1997 | 341—345, 347—353                                                            | Бумага — мелованная; номиналы 500, 750, 1000, 1500, 2500; 100, 150, 250, 300, 2000, 3000, 5000 руб.; есть разновидность 347А—353А с офсетной бумагой |
| 3         | 1 января 1998 — 26 октября 1999 24 января 2001 | 407—417 653—656                                                             | Бумага — мелованная; номиналы 10, 15, 25, 30, 50 коп., 1, 1,5, 2, 2,5, 3, 5 руб.; есть разновидности 407А—417А с офсетной бумагой, 407Б—417Б с офсетной бумагой и элементами защиты Марки 653—656 — офсетная бумага с элементами защиты; номиналы 10, 25, 50, 100 руб.                                                     |

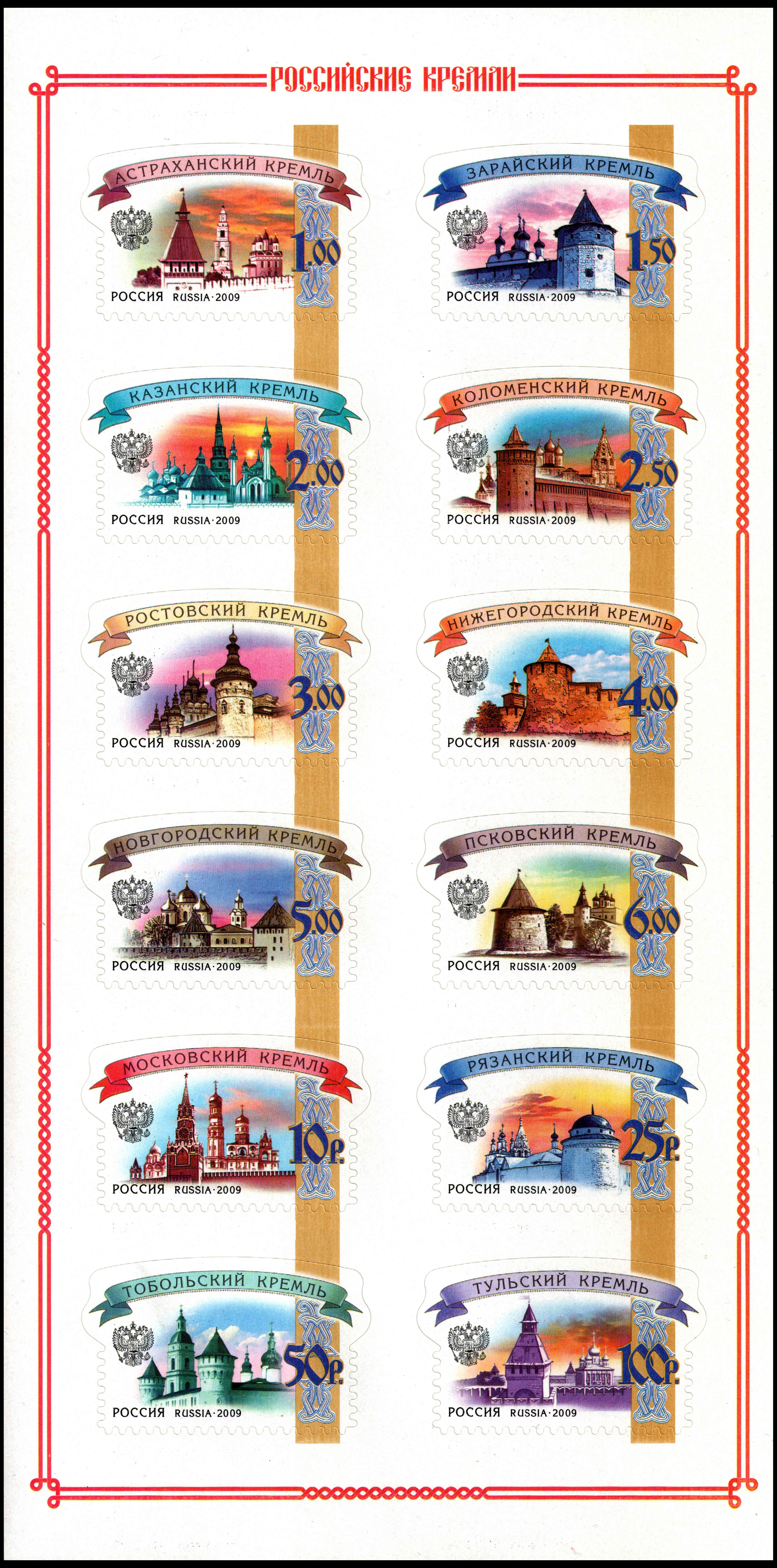
Шестой выпуск стандартных почтовых марок России (2009)

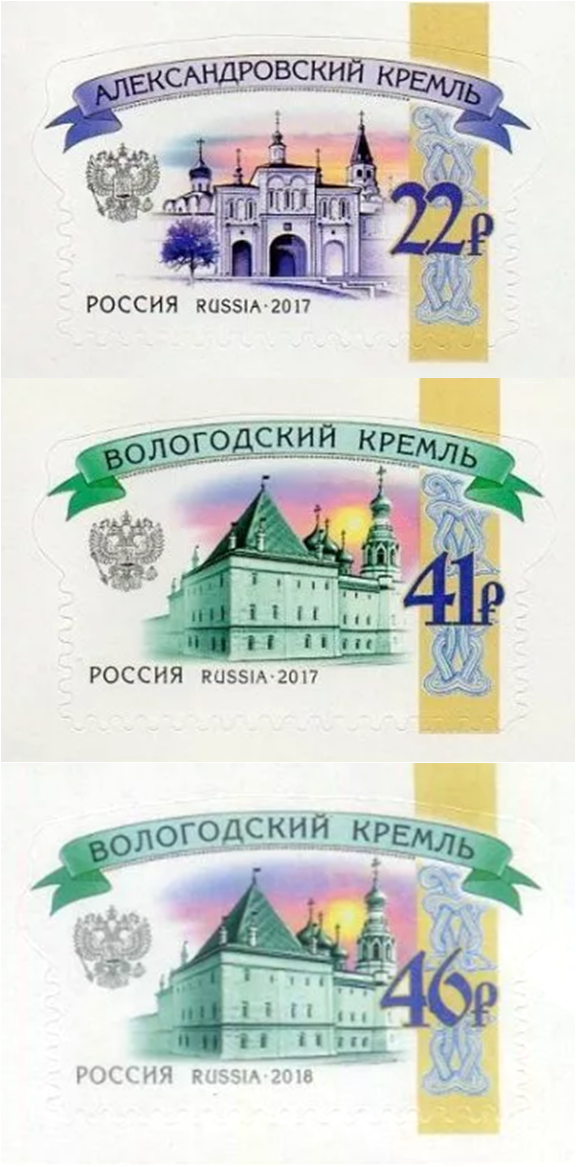

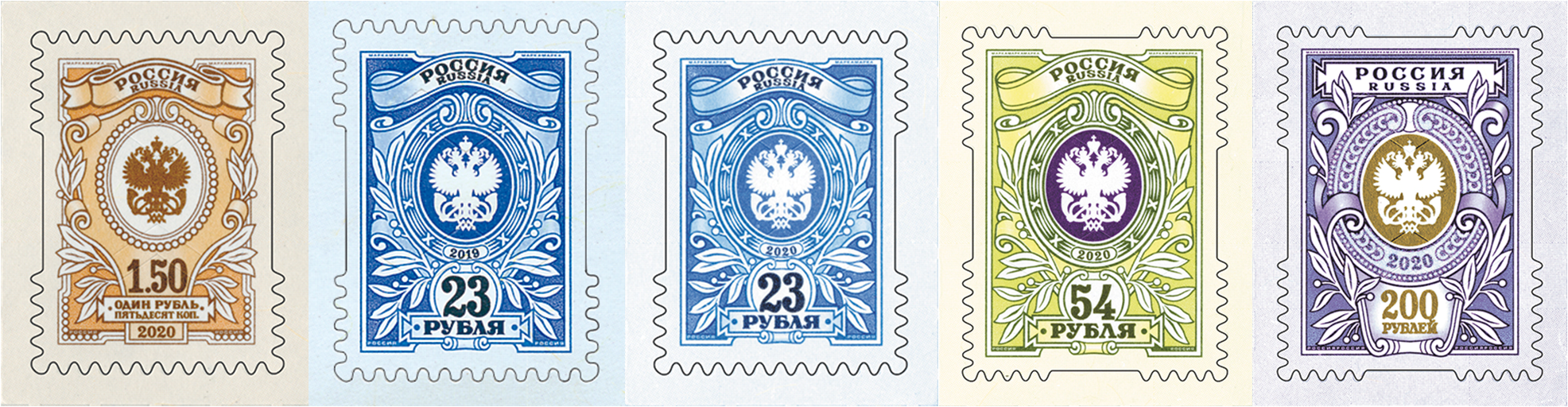

| 4         | 16 декабря 2002 — 15 апреля 2004 5 декабря 2003 | 813—817 898—901                                                             | Бумага — мелованная, самоклеящаяся; печать — офсет + элементы защиты; номиналы 2, 2,5, 3, 4, 5 руб.; 1, 1,5, 6, 10 руб. |
| 5         | 29 августа 2008 | 1250—1264                                                                   | Бумага — мелованная; печать — офсет + элементы защиты; перфорация — гребенчатая фигурная 12½ × 12; номиналы 10, 15, 25, 30, 50 коп., 1, 1,5, 2, 2,5, 3, 4, 5, 6, 10, 25 руб. |
| 6         | 1 октября 2009 | 1360—1371                                                                   | Бумага — мелованная, самоклеящаяся; печать — офсет + элементы защиты; перфорация — гребенчатая фигурная 11½ × 11; номиналы 1, 1,5, 2, 2,5, 3, 4, 5, 6, 10, 22, 25, 41, 46, 50, 100 руб. |
| 7         | 7 августа 2019 | 2509—2520                                                                   | Бумага — мелованная, самоклеящаяся; печать — офсет + защитный комплекс + фигурная высечка (№ 2509—2519); офсет + защитный комплекс + фигурная высечка + бронзовая паста (№ 2520, номинал 100 руб.); номиналы 0,5, 1, 1,5, 2, 2,5, 3, 3,5, 4, 5, 6, 10, 23, 24, 25, 50, 54, 56, 59, 63, 100, 200 руб.                       |

- Стандартные марки России пятой серии (2008)
- 10 копеек (ЦФА [АО «Марка»] № 1250)
- 15 копеек (ЦФА [АО «Марка»] № 1251)
- 25 копеек (ЦФА [АО «Марка»] № 1252)
- 30 копеек (ЦФА [АО «Марка»] № 1253)
- 50 копеек (ЦФА [АО «Марка»] № 1254)
- 1 рубль (ЦФА [АО «Марка»] № 1255)
- 1 рубль 50 копеек (ЦФА [АО «Марка»] № 1256)
- 2 рубля (ЦФА [АО «Марка»] № 1257)
- 2 рубля 50 копеек (ЦФА [АО «Марка»] № 1258)
- 3 рубля (ЦФА [АО «Марка»] № 1259)
- 4 рубля (ЦФА [АО «Марка»] № 1260)
- 5 рублей (ЦФА [АО «Марка»] № 1261)
- 6 рублей (ЦФА [АО «Марка»] № 1262)
- 10 рублей (ЦФА [АО «Марка»] № 1263)
- 25 рублей (ЦФА [АО «Марка»] № 1264)